# Крокодиловый шинизавр
Крокодиловый шинизавр, или крокодиловая ящерица (лат. Shinisaurus crocodilurus), — вид ящериц, единственный современный в семействе крокодиловых ящериц (Shinisauridae Ahl, 1930). Ранее это семейство рассматривалось в качестве подсемейства Shinisaurinae в семействе Xenosauridae.

## Внешний вид
Средних размеров ящерица с общей длиной тела до 40 см и хорошо развитыми конечностями. Тело покрыто крупными килеватыми бугорками. Хвост длиннее тела примерно в 1,2 раза. К автотомии не способны. Зубы плевродонтные.

## Распространение
Вид распространён на юге Китая в провинциях Гуандун, Гуйчжоу, Хунань и Гуанси-Чжуанском автономном районе, а также на северо-востоке Вьетнама (провинция Куангнинь).

## Образ жизни
Обитают по берегам рек во влажных горных лесах. Ведут полуводный образ жизни. Днём охотятся на рыб, головастиков, ракообразных, улиток и других животных. Греются на солнце на ветках, расположенных над водой, и в случае опасности падают в неё и уплывают. Могут оставаться под водой более чем полчаса. Ночью отдыхают на ветвях.
Эти ящерицы живородящие. Спаривание происходит в августе. Беременность длится от 8 до 10 месяцев и уже в апреле—мае самка производит на свет 2—7 детёнышей длиной 10-15 см и массой около 4 г.

## Шинизавр и человек

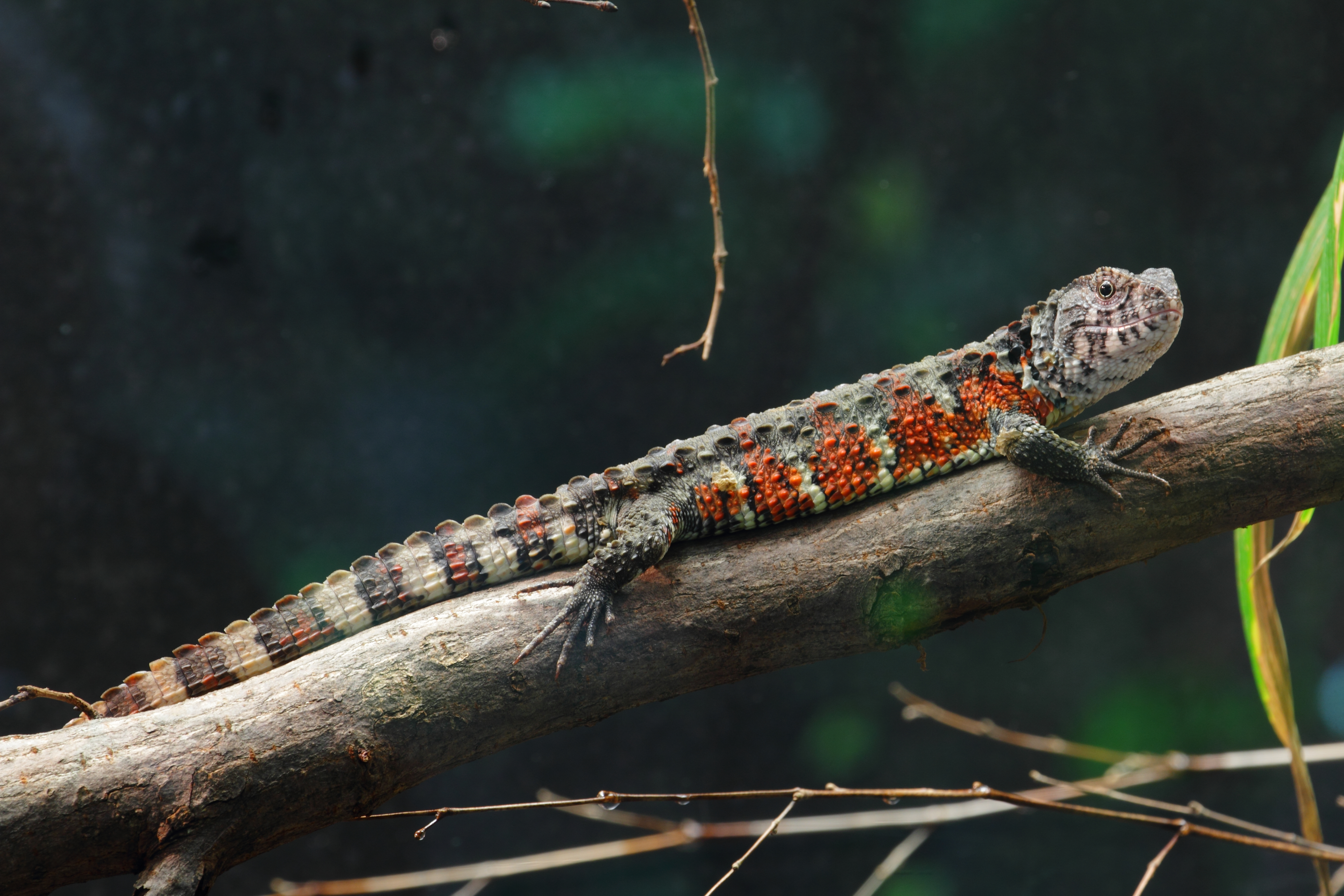
Крокодиловый шинизавр в Шёнбруннском зоопарке

### Угрозы и охрана
Международным союзом охраны природы виду был присвоен статус вымирающего, так как он имеет сильно фрагментированный ареал и испытывает значительное снижение численности вследствие разрушения мест обитания и браконьерства. Отлов шинизавров производится для продажи в качестве террариумного животного, а также средства от бессонницы в народной медицине
Несмотря на то, что вид встречается на некоторых охраняемых территориях, около половины известных популяций не находятся под охраной. Вид включён в Приложение II Конвенции о международной торговле дикими видами. Предполагается также включение в Приложение I конвенции.

### Содержание
В настоящее время все чаще появляется в террариумной культуре. Отработаны методики разведения этого вида. Предполагается, что лишь очень небольшое количество особей, продаваемых для содержания в террариуме, выращены в неволе. Вьетнамские шинизавры были привезены российским герпетологом С. Рябовым и впервые размножены в Московском зоопарке.

## Таксономия
Выделяют 2 подвида:
- Sh. crocodilurus crocodilurus - обитает в южном Китае.
- Sh. crocodilurus vietnamensis - обитает во Вьетнаме.

Вьетнамский подвид отличается более длинной и заострённой мордой, а также  меньшим размером глаз. Кроме того, у разных подвидов отличается и рацион: Sh. crocodilurus vietnamensis предпочитает питается наземными беспозвоночными такими как малощетинковые черви, сверчки и тараканы, в то время как Sh. crocodilurus crocodilurus поедает преимущественно мелких позвоночных (рыб, головастиков и ящериц), а также водных беспозвоночных.